# Courtney’s and Steel’s Post temető
A Courtney's and Steel's Post temető egy első világháborús nemzetközösségi sírkert a Gallipoli-félszigeten.

## Története
A szövetséges csapatok 1915. április 25-26-án szálltak partra a Gallipoli-félszigeten azzal a céllal, hogy kikényszerítsék Törökország kilépését a háborúból, az új front megnyitásával tehermentesítsék a nyugati frontot és utánpótlási utat nyissanak Oroszország felé.
A temető északra esik az egykori ANZAC-vonaltól. Nevét két katonatiszt, Richard Edmond Courtney alezredes, a 14. Ausztrál Gyalogzászlóalj parancsnoka és Thomas Steel őrnagy, az alakulat egyik tisztje őrhelyeiről kapta. Mindkét területet a partraszállás első napján, 1915. április 15-én foglalták el a csapatok, és decemberi evakuálásukig megtartották.
A temetőben 225 katonát temettek el, közülük 160-at nem sikerült azonosítani. Az ismert halottak közül 60 ausztrál, négy új-zélandi, egy pedig brit volt. Annak az 58 elesettnek, aki feltételezhetően a temetőben nyugszik, emléket állítottak.